# Pacifico Tiziano Micheloni
Pacifico Tiziano Micheloni OFMCap (ur. 8 marca 1881 w Prato we Włoszech, zm. 6 lipca 1936 w Rzymie) – włoski duchowny rzymskokatolicki, kapucyn, misjonarz, wikariusz apostolski Arabii.

## Biografia
11 kwietnia 1896 wstąpił do nowicjatu Zakonu Braci Mniejszych Kapucynów. 15 sierpnia 1901 złożył śluby zakonne i 19 września 1903 otrzymał święcenia prezbiteriatu. Następnie wysłany został do Anglii w celu nauki języka angielskiego. W 1907 wyjechał do Agry w Indiach Brytyjskich. W 1920 został misjonarzem wikariatu apostolskiego Arabii.
W 1930, mimo przeszkód stwarzanych przez Brytyjczyków, misja uzyskała pierwsze pozwolenie na zamieszkanie kapłana w Berberii przez okres nie dłuższy niż cztery miesiące w roku, a następnie prawo do podróży po całej Somali Brytyjskiej przez siedem miesięcy w roku. O. Micheloni jako pierwszy został wyznaczony do odbycia podróży po Somalii. Organizował tam liczne spotkania z somalijskimi katolikami i przywódcami plemiennymi.
25 kwietnia 1933 papież Pius XI mianował go wikariuszem apostolskim Arabii oraz biskupem tytularnym letijskim. 8 września 1933 przyjął sakrę biskupią z rąk biskupa Pistoia i Prato Giuseppe Debernardiego. Współkonsekratorami byli biskup Pescii Angelo Simonetti oraz biskup Imoli Paolino Giovanni Tribbioli OFMCap.
Za swego pontyfikatu bp Micheloni działał na rzecz rozwinięcia działalności misyjnej w Somalii, osobiście odbywając podróże po tym kraju. Szczególną opieką otaczał sierocińce katolickie.
Działalność misyjna negatywnie wpłynęła na zdrowie hierarchy. Zmuszony był powrócić do Włoch na leczenie, gdzie zmarł 6 lipca 1936 w Rzymie.